# Бондарєв Юрій Олексійович
Юрій Олексійович Бондарєв (рос. Юрий Алексеевич Бондарев; нар. 29 березня 1950) — радянський та російський футболіст та тренер, виступав на позиції нападника. Найкращий бомбардир в історії калінінградської «Балтики» — 199 голів. Нині дитячий футбольний тренер. Майстер спорту.

## Життєпис
Вихованець українського футболу. На початку кар'єри виступав за клуби Первомайська, Миколаєва, Одеси, Черкас, а також тираспольську «Зірку».
Протягом 11 сезонів, з 1975 по 1985 рік виступав за калінінградську «Балтику», в кожному з сезонів ставав найкращим бомбардиром клубу. У 1984 році став найкращим бомбардиром зонального турніру другої ліги з 32 голами. У чемпіонаті СРСР у складі команди провів 365 матчів, в яких забив 185 голів. Юрій Бондарєв — найкращий бомбардир «Балтики» за всю історію клубу (185 голів у чемпіонаті і 6 у Кубку СРСР).
Після закінчення кар'єри гравця став тренером, працював у структурі «Балтики». З липня 1990 року до кінця сезону був головним тренером клубу. У 2003 році працював у ставропольському «Динамо» помічником Корнія Шперлінга. Більшу частину тренерської кар'єри працював з дитячо-юнацькими командами.

## Досягнення
- Друга ліга СРСР
  -  Чемпіон (1): 1984